# Кании
Каниите (gens Cania) са фамилия от Древен Рим.
Известни от фамилията:
- Гай Каний, eques при Публий Рутилий Руф и Марк Емилий Скавър 107 пр.н.е.[1]
- Каний Руф, римски поет от Кадис, за когото Марциал пише в епиграмите си.[2]
- Свети Каний, San Canio, епископ на Ацерунтия през 3 век.